# Laces Basketball Club
Le Laces Basketball Club est une franchise de la ligue américaine de basket-ball à trois féminin Unrivaled.

## Présentation
Les Laces sont l’un des six clubs de la ligue américaine de basket-ball à trois féminin Unrivaled. Comme les cinq autres, ils sont franchisés à la ligue et est basé à Miami. Leurs matchs se déroulent au Média pro US, une salle de 850 places.

### Identité
La ligue révèle les noms et les identités graphiques des clubs le 24 octobre 2024. C’est l’agence Doubleday & Cartwright qui l'accompagne dans leurs créations. Chaque identité a été réfléchie pour toucher des publics différents.

### Création de l'équipe
L’équipe est constituée le 20 novembre 2024. La ligue a réparti les 34 joueuses annoncées et les deux places de wild-cards en six groupes. Ce sont les six entraîneurs et entraîneuses qui définissent ensemble les compositions des équipes, en essayant de les constituer le plus équitablement possible et sans savoir laquelle leur sera attribuée.
Les Laces reçoivent Kelsey Plum, Courtney Williams, Kayla McBride, Kate Martin, Alyssa Thomas et Stefanie Dolson.
Le 27 novembre, Kelsey Plum décide finalement de ne pas prendre part à la première saison de la ligue et se retire.
Le 21 décembre, les Laces participent au premier transfert de la ligue. Ils envoient Courtney Williams aux Lunar Owls et récupèrent Jackie Young et Tiffany Hayes dans un échange à trois équipes incluant aussi le Phantom.
Trois joueuses de l'équipe, Jackie Young, Tiffany Hayes et Kate Martin étaient coéquipières aux Aces de Las Vegas en 2024. Kayla McBride y a joué entre 2014 à 2020 où elle a côtoyé Jackie Young pendant deux saisons. Par ailleurs, Jackie Young et Alyssa Thomas ont remporté ensemble la médaille d'or aux Jeux Olympiques 2024 à Paris avec les États-Unis.
Les Laces sont entraînés par Andrew Wade.

## Composition actuelle
L'équipe est composée d'Alyssa Thomas, Jackie Young, Kayla McBride, Kate Martin, Stefanie Dolson et Tiffany Hayes. 

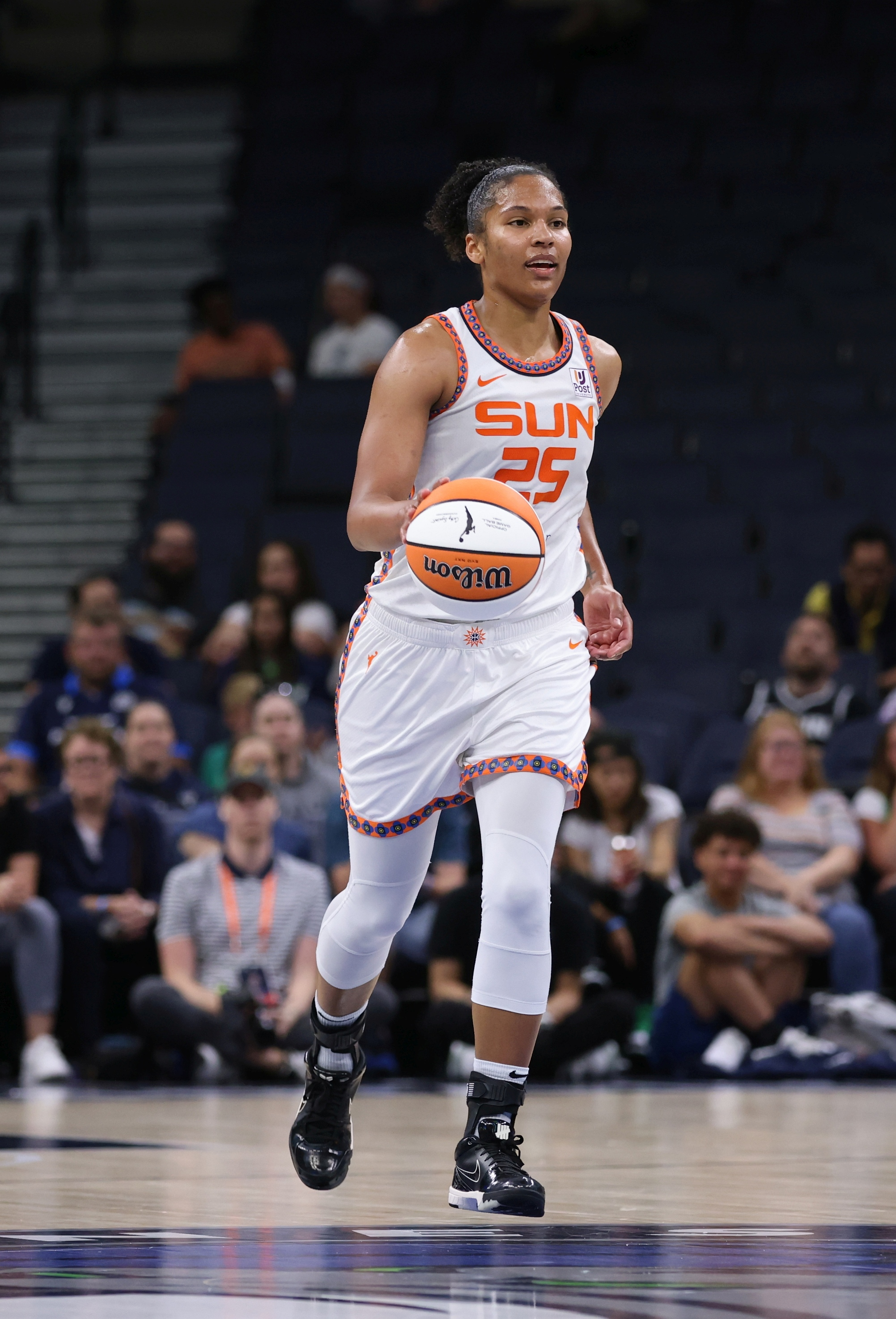
Alyssa Thomas
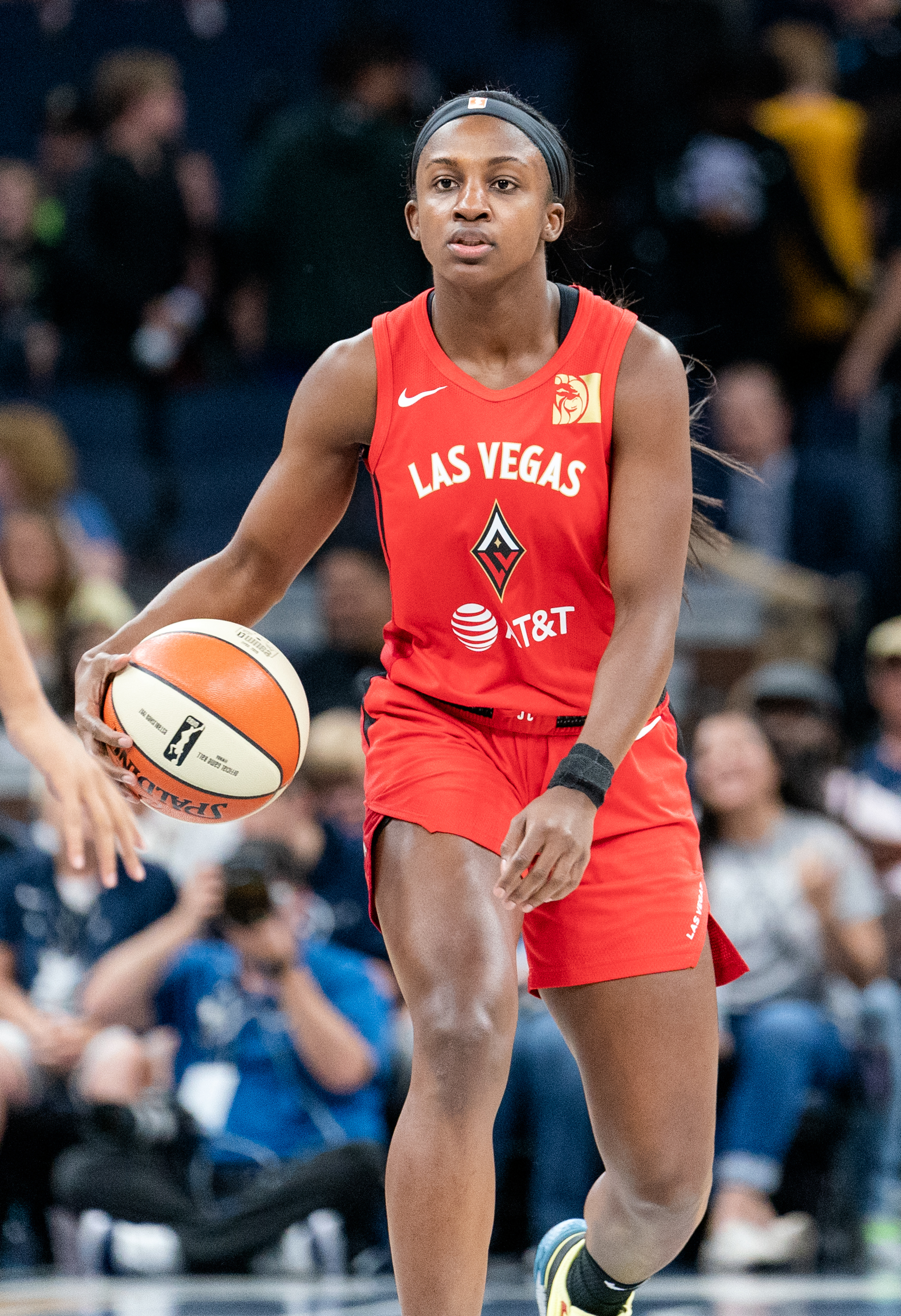
Jackie Young
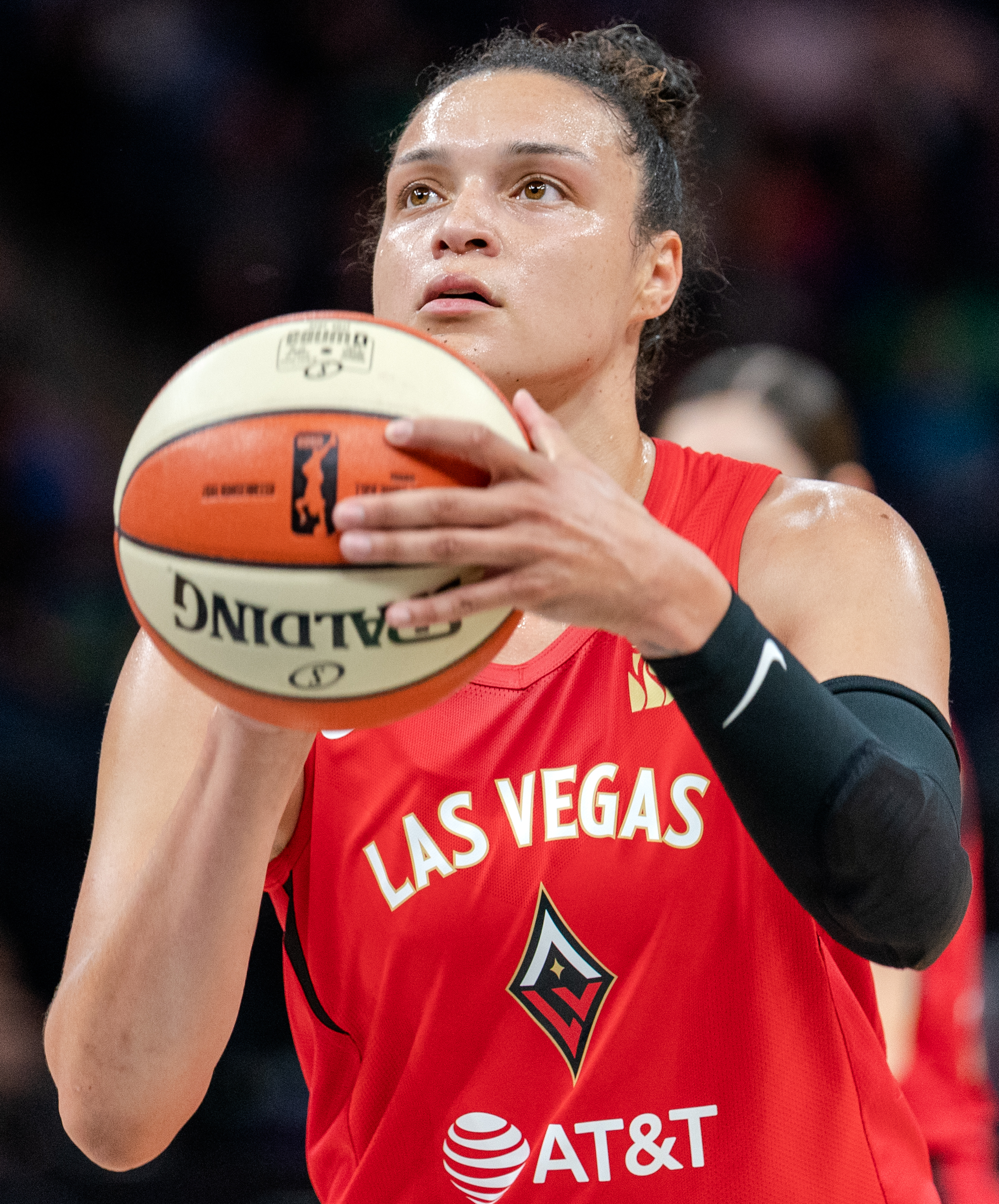
Kayla McBride
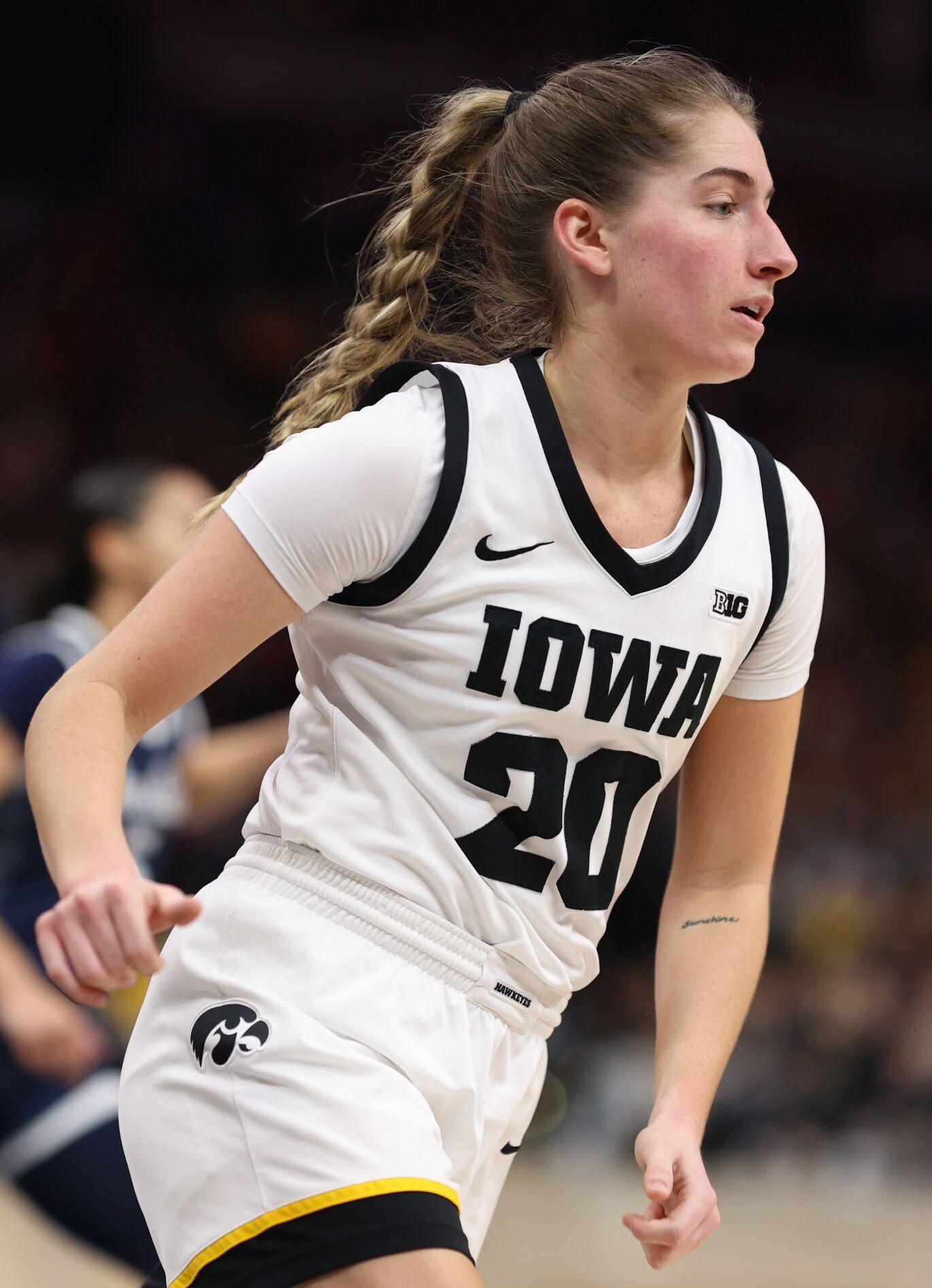
Kate Martin
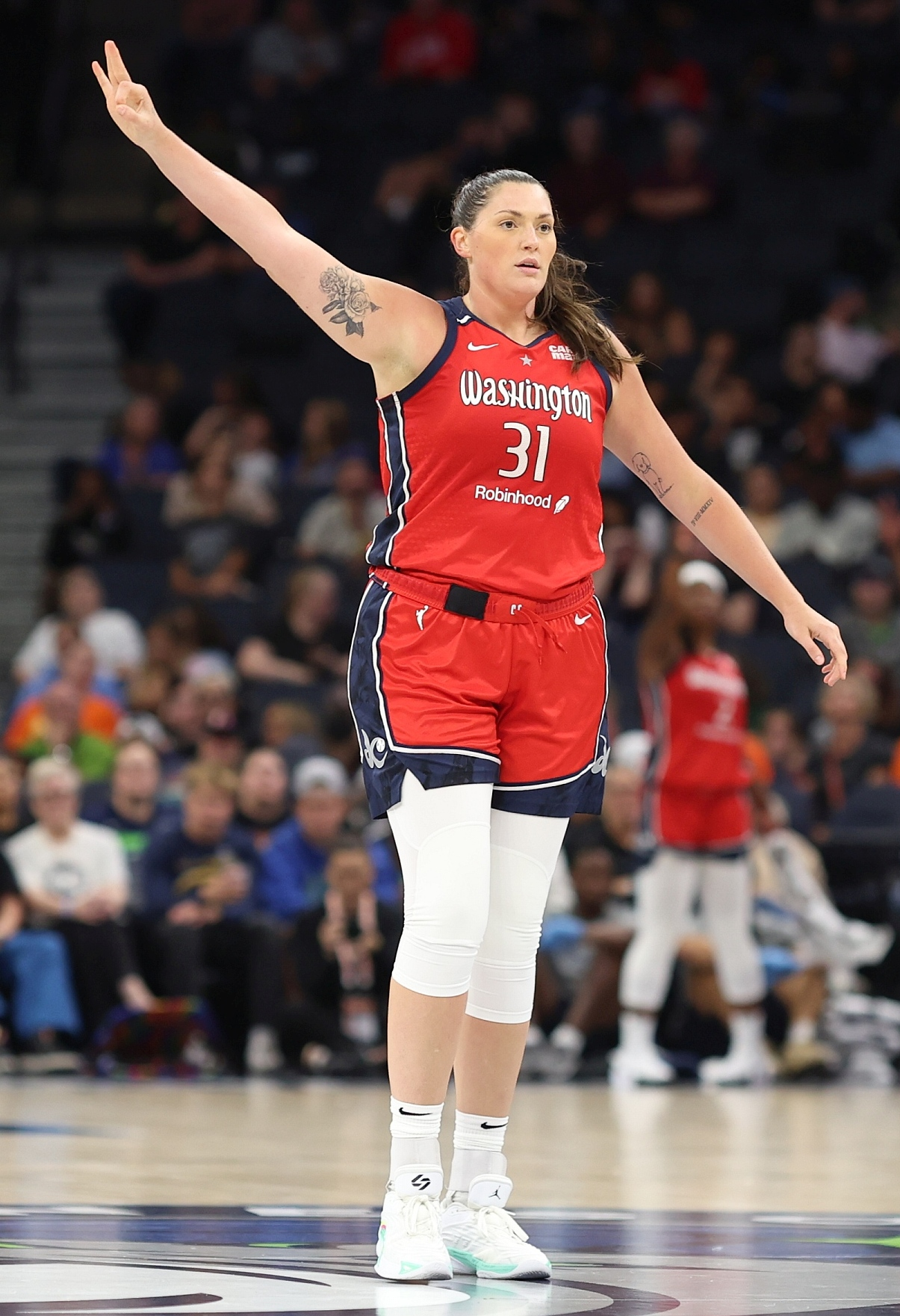
Stefanie Dolson
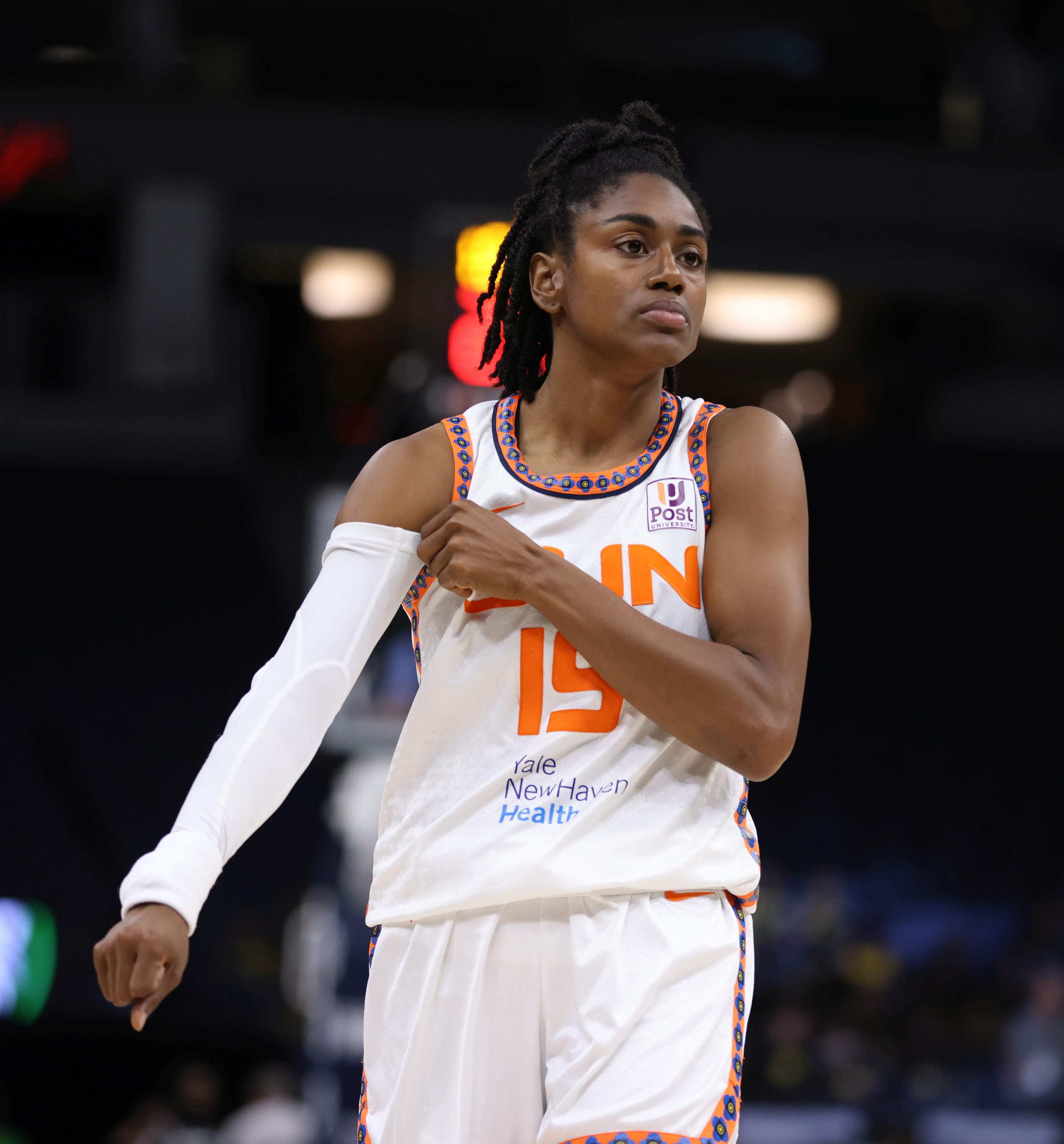
Tiffany Hayes